# DNA bổ sung

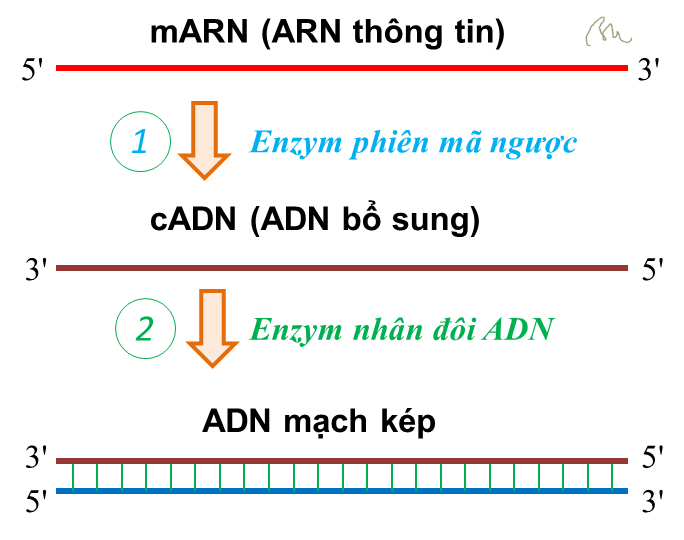
Hình 1: Sự tạo thành DNA bổ sung từ RNA.

DNA bổ sung là DNA mạch đơn được tổng hợp từ khuôn mẫu RNA qua quá trình phiên mã ngược., , 
Khái niệm này dịch từ thuật ngữ tiếng Anh: "complementary DNA" (viết tắt: cDNA) hoặc tiếng Pháp "DNA complémentaire" (viết tắt: DNAc), v.v đều dùng để chỉ chuỗi mạch đơn DNA được tổng hợp nên từ phân tử RNA (thường là RNA thông tin, tức mRNA) qua quá trình phiên mã ngược, được xúc tác bởi enzym phiên mã ngược. Trong tự nhiên, quá trình này thường được sử dụng bởi các sinh vật nhân sơ, đặc biệt là virut, khi kí sinh trong sinh vật nhân thực.
Hình 1 mô tả tổng quát:
- Một phân tử mRNA (RNA thông tin) được làm khuôn (sơ đồ trên cùng). Đây là một sợi đơn, chỉ gồm một chuỗi pôlyribônuclêôtit (của RNA).
- Nhờ enzym phiên mã ngược (reverse transcriptase, viết tắt là RT), chuỗi đơn làm khuôn mẫu sẽ được "đúc" thành một chuỗi pôlyđêôxyribônuclêôtit (của DNA), theo nguyên tắc bổ sung nhưng theo hướng ngược lại (3'-5'). Đó chính là DNA bổ sung sợi đơn (tức cDNA).[5]
- Tiếp theo, enzym nhân đôi DNA (DNA polymerase) sẽ dựa trên sợi cDNA đó, làm khuôn để tổng hợp ra một chuỗi pôlyđêôxyribônuclêôtit (của DNA) bổ sung với khuôn này, từ đó tạo thành DNA sợi kép.
- Do đó, "gen" RNA ban đầu của virut sẽ được khuếch đại rất nhanh và có thể xâm nhiễm nhiều nơi trong cơ thể vật chủ (hình 2).

Phân tử DNA bổ sung có một đặc điểm rất quan trọng, đó là: Nó chỉ gồm toàn bộ là các bộ ba mã di truyền trheo trình tự liên tục đúng như khuôn mẫu đã tạo ra nó, chỉ khác là U (uraxin) đã thay bằng T (timin), bởi vì nó chỉ có các êxôn (có mã di truyền) và không hề có intrôn (không có mã). Vậy nó gồm một hay nhiều gen không phân mảnh.
- Để có được cDNA nhân thực, người ta thường tiến hành theo các bước sau:

1. Mẫu ban đầu là mRNA (RNA thông tin).
2. Tiến hành sao ngược nhờ enzym phiên mã ngược, tạo ra sợi đơn DNA (tức DNA bổ sung).[5]
3. Sử dụng enzym nhân đôi (DNA polymerase) thích hợp tạo ra sợi bổ sung cho cDNA đã có.

Lúc này đã có chuỗi kép cDNA "tinh khiết" gồm toàn êxôn giống hệt như mRNA ban đầu.

## Ứng dụng
Mặc dù cDNA được phát hiện từ các loại virut gây nhiều bệnh hiểm nghèo, nhưng hiểu biết về nó có vai trò và ứng dụng quan trọng trong nghiên cứu, công nghệ gen và sản xuất thuốc chữa bệnh.
- Khác hẳn DNA gốc đã tạo ra RNA, phân tử cDNA có trình tự bộ ba mã di truyền y hệt, nhưng lại không có đoạn phân mảnh vô ích (các intron) đã bị cắt bỏ trong chế biến sau phiên mã, nên được ứng dụng trong kỹ thuật di truyền để tạo dòng vô tính các gen cần.[6]
- Khác hẳn RNA đã tạo ra nó, các phân tử cDNA có thể được nhân bản vô tính một cách dễ dàng, tạo nên "dòng vô tính cDNA" (hình 3).
- Phân tích trình tự cDNA dễ dàng hơn nhiều so với RNA, do đó phân tích cDNA là kiểu cơ bản để phân tích RNA, đặc biệt là với mRNA nhân thực.[7]
- cDNA còn thường được sử dụng trong nhân bản gen hoặc như đầu dò gen. Khi các nhà khoa học chuyển gen từ tế bào này sang tế bào khác để tạo ra DNA-tái tổ hợp, thì người ta chỉ cần dùng cDNA "chèn" vào tế bào nhận, mà không phải là chèn nhiều gen, kích thước nhỏ hơn hẳn do đã bị loại bỏ hết các đoạn không mã hóa prôtêin (intron).
- Khi khuếch đại các trình tự DNA bằng công nghệ PCR hiện nay phổ biến, thì người ta thường tiến hành phiên mã ngược, tạo ra cDNA rồi mới cho "chạy" máy PCR để thu được một chuỗi chính xác của cDNA.[8]

Chính vì lý do có thể mang lại lợi ích cho cộng đồng như thế, nên ngày 13 tháng 6 năm 2013, Tòa án tối cao Hoa Kỳ đã phán quyết trong trường hợp của Hiệp hội phân tử Pathology v. Myriad Genetics nội dung tóm tắt rằng: cDNA tổng hợp được tạo ra có thể được cấp bằng sáng chế, ngược lại DNA tự nhiên được chiết xuất thì không được cấp bằng vì nó xảy ra tự nhiên.
- Hình 2: Sự khuếch đại cDNA rất nhanh trong cơ thể sống.

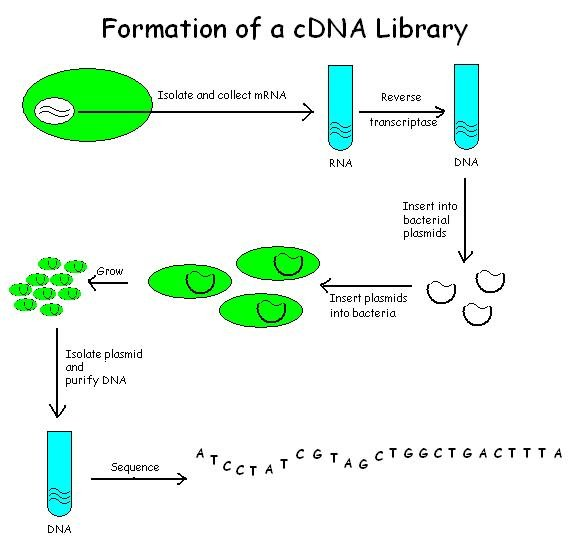
Hình 3: Sơ đồ tạo "dòng cDNA" in vitro.
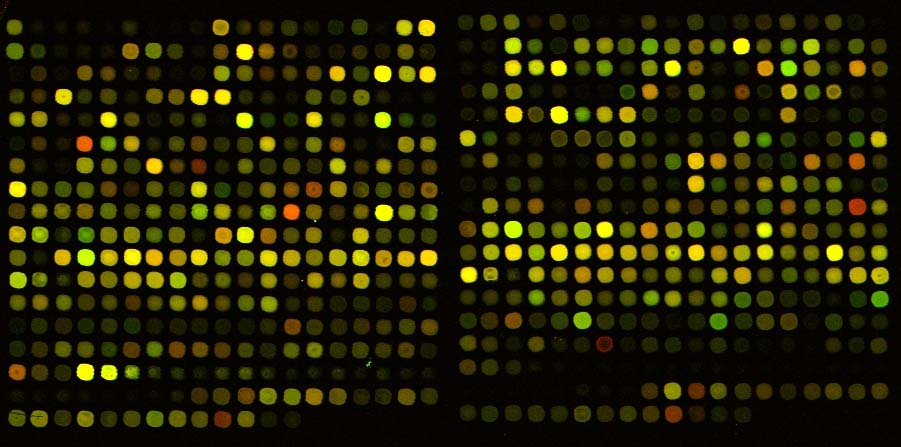
Hình 4: Một đoạn của cDNA microarray.

## Covid 19

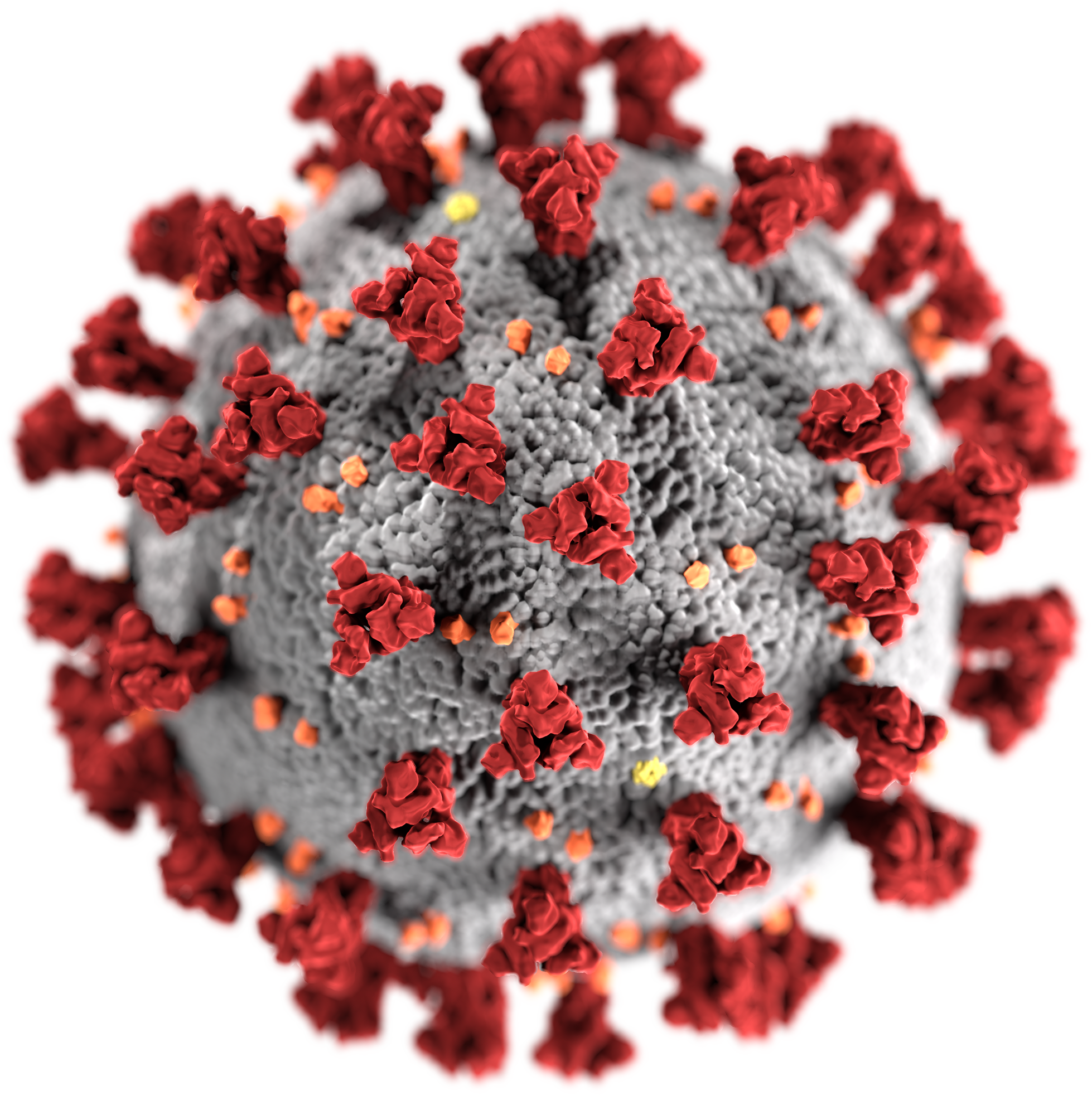
Mô hình một "cá thể" Covid 19.

Covid 19 là tên thường gọi của virut SARS-CoV-2, đã gây đại dịch lớn nhất trong lịch sử loài người. Covid 19 là loại virut RNA, nghĩa là nó mang "bộ gen" là phân tử RNA, chứ không phải là DNA như hầu hết các loài sinh vật trên Trái đất. Khi xâm nhập được vào tế bào người, một "con" Covid 19 chỉ mang "hành trang" là phân tử RNA gốc và enzym sao ngược của nó. Trong tế bào người, nó sử dụng chất sống của người làm vật liệu và dùng enzym trên tạo ra cDNA của nó, từ đó nhân đôi và lan ra lên rất nhanh, còn RNA gốc không còn.
Do đó, để nghiên cứu "bộ gen" của Covid 19, chỉ còn cách duy nhất là lấy cDNA của nó ở trong tế bào ngươi bị bệnh làm mẫu.